# Tommaso Baldasso
Tommaso Baldasso (Torino, 29 gennaio 1998) è un cestista italiano.

## Carriera
Cresciuto nelle giovanili della PMS Basketball. Dopo 4 stagioni va alla Virtus Roma. Con il ritiro della squadra dal campionato di Serie A, il 28 dicembre 2020 firma con la Fortitudo Bologna.
Il 22 novembre 2021 dopo aver rescisso Il contratto con la Fortitudo, firma un contratto biennale con l'Olimpia Milano
 da cui si separa a luglio 2023 per approdare a Tortona dato il basso minutaggio.

## Statistiche

### LBA
| Anno      | Squadra           | PG  | PT  | MP   | TC%  | 3P%  | TL%  | RP  | AP  | PRP | SP  | PP   |
| --------- | ----------------- | --- | --- | ---- | ---- | ---- | ---- | --- | --- | --- | --- | ---- |
| 2019-2020 | Virtus Roma       | 22  | 21  | 23,5 | 38,4 | 34,3 | 80,8 | 3,0 | 1,7 | 1,0 | 0,0 | 6,7  |
| 2020-2021 | Fortitudo Bologna | 16  | 16  | 22,5 | 37,3 | 33,3 | 76,7 | 3,0 | 2,2 | 1,0 | 0,0 | 8,0  |
| 2021-2022 | Fortitudo Bologna | 9   | 9   | 20,4 | 37,8 | 40,0 | 100  | 1,9 | 1,6 | 0,3 | 0,0 | 6,0  |
| 2021-2022 | Olimpia Milano    | 19  | 18  | 16,9 | 40,9 | 40,0 | 60,0 | 1,7 | 1,5 | 0,6 | 0,1 | 7,2  |
| 2022-2023 | Olimpia Milano    | 21  | 18  | 8,4  | 33,3 | 36,8 | 50,0 | 0,8 | 0,4 | 0,2 | 0,0 | 2,4  |
| 2023-2024 | Derthona Basket   | 30  | 30  | 22,4 | 40,1 | 39,2 | 81,5 | 2,6 | 1,7 | 0,7 | 0,0 | 11,4 |
| Carriera  | Carriera          | 117 | 112 | 18,5 | 38,9 | 37,6 | 80,0 | 2,1 | 1,5 | 0,6 | 0,0 | 7,2  |

### Stagione regolare
| Stagione        | Squadra        | Competizione | Partite | Partite | Partite | Statistiche tiro | Statistiche tiro | Statistiche tiro | Altre statistiche | Altre statistiche | Altre statistiche | Altre statistiche | Altre statistiche |
| Stagione        | Squadra        | Competizione | Pres.   | Titol.  | Minuti  | Tiri da 2        | Tiri da 3        | Liberi           | Rimb.             | Assist            | Rubate            | Stopp.            | Punti             |
| --------------- | -------------- | ------------ | ------- | ------- | ------- | ---------------- | ---------------- | ---------------- | ----------------- | ----------------- | ----------------- | ----------------- | ----------------- |
| 2014-2015       | PMS Basketball | Serie C      | 10      |         | 237     | 18/52            | 19/54            | 14/18            | 21                | 17                | 4                 | 1                 | 107               |
| 2015-2016       | PMS Basketball | Serie B      | 22      |         | 584     | 32/92            | 44/152           | 46/54            | 64                | 39                | 15                | 0                 | 242               |
| 2016-2017       | Virtus Roma    | Serie A2     | 29      |         | 628     | 29/63            | 42/135           | 36/49            | 63                | 81                | 18                | 2                 | 220               |
| 2017-2018       | Virtus Roma    | Serie A2     | 28      |         | 825     | 34/69            | 39/141           | 23/33            | 91                | 108               | 26                | 0                 | 208               |
| 2018-2019       | Virtus Roma    | Serie A2     | 28      |         | 660     | 34/72            | 34/105           | 28/40            | 84                | 66                | 19                | 1                 | 198               |
| Totale carriera |                |              |         |         |         |                  |                  |                  |                   |                   |                   |                   |                   |

### Nazionale
| Cronologia completa delle presenze e dei punti in Nazionale - Italia | Cronologia completa delle presenze e dei punti in Nazionale - Italia | Cronologia completa delle presenze e dei punti in Nazionale - Italia | Cronologia completa delle presenze e dei punti in Nazionale - Italia | Cronologia completa delle presenze e dei punti in Nazionale - Italia | Cronologia completa delle presenze e dei punti in Nazionale - Italia | Cronologia completa delle presenze e dei punti in Nazionale - Italia | Cronologia completa delle presenze e dei punti in Nazionale - Italia |
| Data                                                                 | Città                                                                | In casa                                                              | Risultato                                                            | Ospiti                                                               | Competizione                                                         | Punti                                                                | Note                                                                 |
| -------------------------------------------------------------------- | -------------------------------------------------------------------- | -------------------------------------------------------------------- | -------------------------------------------------------------------- | -------------------------------------------------------------------- | -------------------------------------------------------------------- | -------------------------------------------------------------------- | -------------------------------------------------------------------- |
| 30/11/2020                                                           | Tallinn                                                              | Russia                                                               | 66 - 70                                                              | Italia                                                               | Qual. Euro 2022                                                      | 0                                                                    | [ 2 ]                                                                |
| 18/02/2021                                                           | Perm'                                                                | Italia                                                               | 92 - 84                                                              | Macedonia del Nord                                                   | Qual. Euro 2022                                                      | 8                                                                    | [ 3 ]                                                                |
| 19/02/2021                                                           | Perm'                                                                | Italia                                                               | 101 - 105 dts                                                        | Estonia                                                              | Qual. Euro 2022                                                      | 6                                                                    | [ 4 ]                                                                |
| 21/02/2021                                                           | Perm'                                                                | Macedonia del Nord                                                   | 87 - 78                                                              | Italia                                                               | Qual. Euro 2022                                                      | 0                                                                    | [ 5 ]                                                                |
| 04/07/2022                                                           | Almere                                                               | Paesi Bassi                                                          | 81 - 92                                                              | Italia                                                               | Qual. Mondiali 2023                                                  | 0                                                                    | [ 6 ]                                                                |
| 12/08/2022                                                           | Bologna                                                              | Italia                                                               | 78 - 79 dts                                                          | Francia                                                              | Amichevole                                                           | 0                                                                    | [ 7 ]                                                                |
| 16/08/2022                                                           | Montpellier                                                          | Francia                                                              | 100 - 68                                                             | Italia                                                               | Amichevole                                                           | 8                                                                    | [ 8 ]                                                                |
| 19/08/2022                                                           | Amburgo                                                              | Italia                                                               | 86 - 90                                                              | Serbia                                                               | Torneo amichevole                                                    | 0                                                                    | [ 9 ]                                                                |
| 20/08/2022                                                           | Amburgo                                                              | Italia                                                               | 96 - 80                                                              | Rep. Ceca                                                            | Torneo amichevole                                                    | 6                                                                    | [ 10 ]                                                               |
| 24/08/2022                                                           | Riga                                                                 | Ucraina                                                              | 89 - 97                                                              | Italia                                                               | Qual. Mondiali 2023                                                  | 0                                                                    | [ 11 ]                                                               |
| 27/08/2022                                                           | Brescia                                                              | Italia                                                               | 91 - 84                                                              | Georgia                                                              | Qual. Mondiali 2023                                                  | 0                                                                    | [ 12 ]                                                               |
| 02/09/2022                                                           | Milano                                                               | Italia                                                               | 83 - 62                                                              | Estonia                                                              | EuroBasket 2022 - Fase a gironi                                      | 0                                                                    | [ 13 ]                                                               |
| 03/09/2022                                                           | Milano                                                               | Grecia                                                               | 85 - 81                                                              | Italia                                                               | EuroBasket 2022 - Fase a gironi                                      | 0                                                                    | [ 14 ]                                                               |
| 05/09/2022                                                           | Milano                                                               | Ucraina                                                              | 84 - 73                                                              | Italia                                                               | EuroBasket 2022 - Fase a gironi                                      | 0                                                                    | [ 15 ]                                                               |
| 06/09/2022                                                           | Milano                                                               | Italia                                                               | 81 - 76                                                              | Croazia                                                              | EuroBasket 2022 - Fase a gironi                                      | 0                                                                    | [ 16 ]                                                               |
| 08/09/2022                                                           | Milano                                                               | Italia                                                               | 90 - 56                                                              | Gran Bretagna                                                        | EuroBasket 2022 - Fase a gironi                                      | 6                                                                    | [ 17 ]                                                               |
| 11/09/2022                                                           | Berlino                                                              | Serbia                                                               | 86 - 94                                                              | Italia                                                               | EuroBasket 2022 - Ottavi                                             | 0                                                                    | [ 18 ]                                                               |
| 14/09/2022                                                           | Berlino                                                              | Francia                                                              | 93 - 85 dts                                                          | Italia                                                               | EuroBasket 2022 - Quarti                                             | 0                                                                    | [ 19 ]                                                               |
| 11/11/2022                                                           | Pesaro                                                               | Italia                                                               | 84 - 88 dts                                                          | Spagna                                                               | Qual. Mondiali 2023                                                  | 4                                                                    | [ 20 ]                                                               |
| 14/11/2022                                                           | Tbilisi                                                              | Georgia                                                              | 84 - 85                                                              | Italia                                                               | Qual. Mondiali 2023                                                  | 3                                                                    | [ 21 ]                                                               |
| Totale                                                               |                                                                      | Presenze                                                             | 20                                                                   |                                                                      | Punti                                                                | 41                                                                   |                                                                      |

## Palmarès
- Campionato italiano: 2

Olimpia Milano: 2021-2022, 2022-2023
- Coppa Italia: 1

Olimpia Milano: 2022